# Билеулинский караван-сарай
Белеули́, Билеулинский караван-сарай — памятник архитектуры XIV в., по другим данным — XI в. Расположен на плато Устюрт, на древней караванной дороге из Хорезма в Поволжье. Впервые исследованы Хорезмской экспедицией АН СССР под руководством С. П. Толстова в 1946 и 1950-х гг.  В 1982 году исследовался экспедицией Казахского комитета по проектированию и восстановлению памятников (рук. А. Тохтабаев). Возник в средние века на караванной дороге от города Сарайчика до Хивы через Устюрт между Аральским и Каспийским морями. Сохранились 2 колонны высоты ок. 8 м и ворота. Верхняя часть ворот в виде арки обложена красным кирпичом, двери высоты 7,66 м — с двумя изображениями-барельефами львов. Билеулинский Караван-сарай — 2-этажное сооружение из 14 комнат, по 7 на этаже, с отопительной системой. В центре внутреннего двора караван-сарая находится колодец.